# Kanal Gliwice
Der Kanal Gliwice (polnisch Kanał Gliwicki, auch Oberschlesischer Kanal, eingeweiht als Adolf-Hitler-Kanal), verläuft im Tal der Kłodnica (Klodnitz) zwischen Gliwice (Hafen Gliwice) und der Oder (Mündung: 50° 21′ 34″ N, 18° 8′ 25″ O) bei Cosel (Koźle) und wurde zwischen 1934 und 1939 an Stelle des alten Klodnitzkanals errichtet. 8,9 km oberhalb der Mündung in die Oder zweigt der Kedzierzyn-Kanal vom Kanal Gliwice nach Süden ab und endet nach 6 Kilometern bei den Stickstoffwerken von Kędzierzyn-Koźle (Kandrzin-Cosel).
Der Kanal Gliwice hat eine Länge von ca. 41 km und einen Höhenunterschied von ca. 49 m.
Nachdem auf dem Klodnitzkanal auch nach nochmaligem Ausbau nur eine Passage von Lastschiffen bis zu 100 t und mit 1,20 m Tiefgang möglich war, erfolgte ab 1934 ein Neubau des Kanals mit veränderter (um 5 km verkürzter) Trasse. Die Anzahl der Schleusen wurde auf sechs Doppelschleusen verringert und es wurden mehrere Staubecken gebaut. Der Kanal war damit für Schiffe bis 1000 t nutzbar.
Am 8. Dezember 1939 wurde der „Adolf-Hitler-Kanal“ durch Rudolf Heß feierlich eingeweiht. Gleichzeitig führte der Stellvertreter Hitlers den ersten Spatenstich für den Oder-Donau-Kanal aus. Die Arbeiten an dem Projekt dieser 320 km langen Wasserstraße wurden aber bald eingestellt.
Der Kanal Gliwice ist für Schiffe bis zu einem Tiefgang von 2,25 m passierbar. Sein Mündungsbecken ist der Oderhafen in Kłodnica.
Nach dem Ende des Zweiten Weltkrieges wurde 1950 die Schifffahrt auf dem Kanał Gliwicki durch die Volksrepublik Polen wieder aufgenommen. Später wurde auch die projektierte Jahresgütermenge von 3 Millionen Tonnen erreicht. Inzwischen ist der Transport auf unter 300.000 t im Jahr zurückgegangen.

## Ökologie
Mitte Juni 2023 wurden im Kanal Gliwice und im angeschlossenen Kanał Kędzierzyński (Kandrziner Kanal) ein Fischsterben beobachtet. In diesem Zusammenhang wurden gestiegene Wassertemperaturen der Oder sowie das Vorkommen der giftigen Goldalge Prymnesium parvum festgestellt.